# Такухи Минасян
Такухи Левон Минасян е българска и английска физичка, поетеса и писателка от арменски произход.

## Биография
Родена е на 3 януари 1963 г. Завършва висше образование, специалност Физика. От 1994 г. живее в Лондон, където работи в българското посолство в Лондон, в редакцията на вестник „Файненшъл таймс“, в компания за лицензиране и маркетинг на нови изобретения Inventorlink, и в архитектурните бюра Aukett Swanke и Foster + Partners - London. През 2015 г. печели първа награда в литературен конкурс на дружество „Европрес“ и „Парекордзаган“ с есето си „Сън“. Носител е на италианската литературна награда „Флоренция за мир“ (2017), посветена на Далай Лама. Автор на сборника с приказки за деца „Нашата планета в света на приказките“ (2017; 2018).